# Isole Borromee

Wyspy Boromejskie (aut. Jean du Bois, I poł. XIX w.)

Wyspy Boromejskie (wł. Isole Borromee) – archipelag pięciu niewielkich wysp, zlokalizowanych na jeziorze Maggiore w Piemoncie w północnych Włoszech (prowincja Cusio Ossola).
Nazwa pochodzi od nazwiska książęcego rodu Borromeo (pl. Boromeuszy), którzy władają wyspami od XIV wieku do obecnych czasów.
W skład archipelagu wchodzą następujące wyspy:
Isola Bella – o powierzchni 6,4 ha, w 2001 zamieszkana przez 36 osób; do roku 1632 skalna wyspa z niewielką osadą rybacką, zwana Wyspą Dolną. W roku 1632 hrabia Karol III rozpoczął budowę barokowego pałacu dla swojej żony Izabeli d'Adda. Projekt opracował Angelo Crivelli. Pałac jest znany z licznych sallae terenae o ścianach zdobionych muszlami, koralem i otoczakami. W latach 1620–1671 rodzina Borromeo zbudowała całość założenia nadając wyspie kształt statku. Wyspa posiada liczne ogrody wokół pałacu. W "części rufowej wyspy-statku" znajdują się ogrody włoskie – tarasowe z rzadkimi gatunkami cytrusów i palm, pawilonami herbacianymi, rzeźbami i fontannami. Główną oś kompozycyjną stanowi posąg Amora na Jednorożcu na szczycie tarasów. W ogrodach od XVII wieku hodowane są białe pawie i gołębie. Nazwa wyspy wbrew pozorom nie pochodzi od piękna wyspy ("bella" – wł. "piękna"), ale od imienia Izabeli. W kościele na wyspie znajdują się relikwie św. Wiktora (położona blisko miejscowości Stresa);
Isola Madre – o powierzchni 7,8 ha (największa ze wszystkich wysp archipelagu), w 2001 zamieszkana przez 4 osoby; podobnie jak Isola Bella posiada liczne ogrody w stylu angielskim oraz ogród botaniczny z azaliami, rododendronami i kameliami. W ogrodzie znajduje się największy w Europie dwustuletni cyprys. Zarówno pałac pochodzący z XVI wieku jak i cała wyspa obecnie nie są zamieszkane. W pałacu obok odnowionych wnętrz znajduje się unikatowa wystawa marionetek z XVII – XIX wieku;
Isola dei Pescatori (Isola Superiore) – o powierzchni 3,4 ha, w 2001 zamieszkana przez 57 osób (najludniejsza ze wszystkich wysp archipelagu); znajduje się na niej wieś rybacka oraz baza turystyczna.
Isolino di San Giovanni – skalna wysepka o powierzchni 0,4 ha, w 2001 zamieszkana przez 2 osoby; położona nieopodal miasta Verbania (Pallanza), niedostępna dla turystów, znajduje się na niej willa Arturo Toscaniniego;
Scoglio della Malghera (Isolino degli Innamorati) – niezamieszkana skalna wysepka o powierzchni 0,02 ha, na której znajduje się niewielka kamienista plaża.
Dostęp do wysp jest możliwy przez cały rok poprzez statki turystyczne, kursujące pomiędzy Stresą (przystanie: Stresa oraz Carciano), a Pallanzą i Intrą (częściami Verbanii).

Mapa poglądowa archipelagu na tle jeziora Maggiore.